# Jehan Ango
Pour les articles homonymes, voir Ango.
Jehan Ango né à Dieppe vers 1480 et mort à Dieppe en 1551, est un armateur normand.

## Biographie

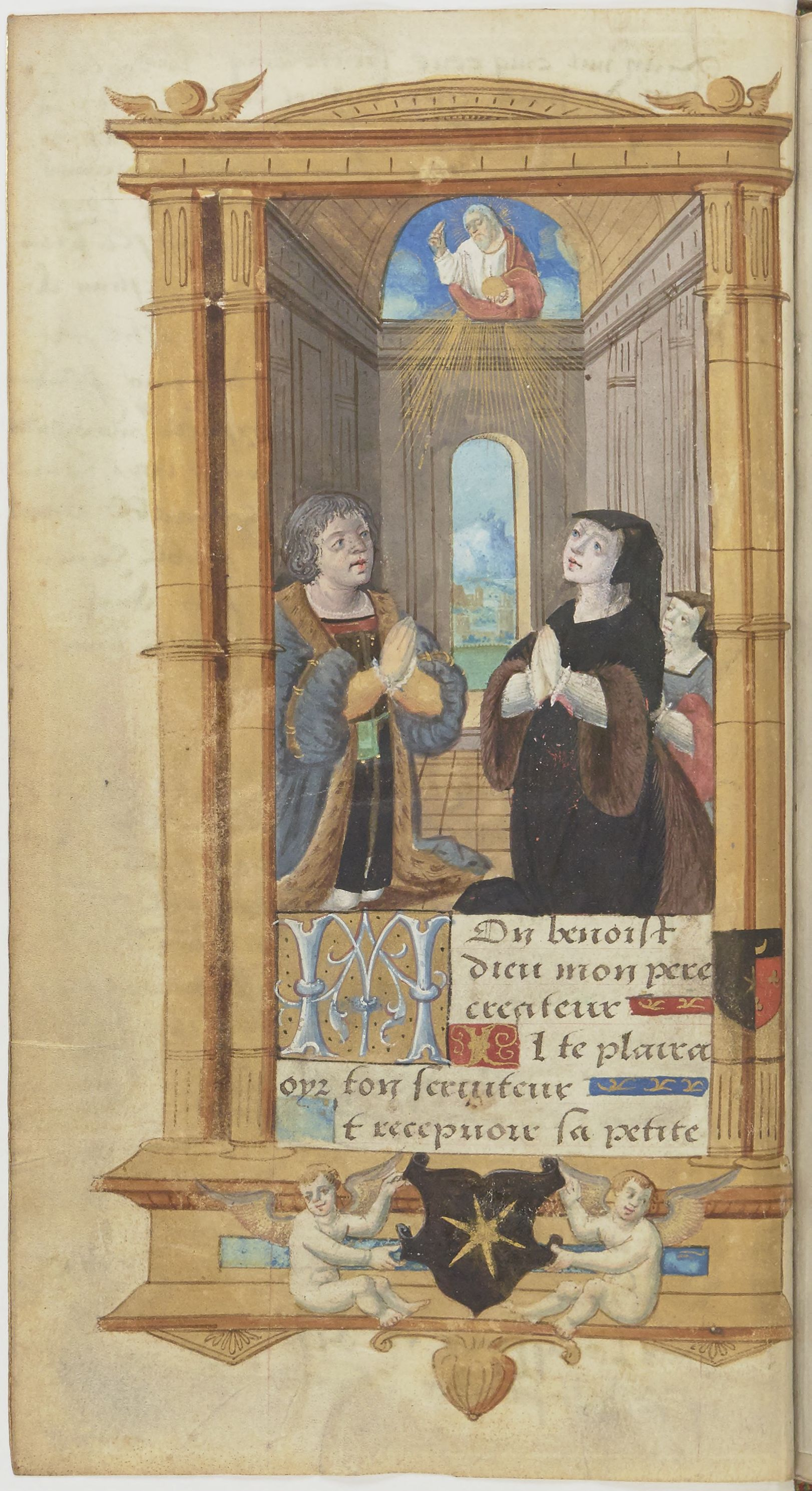
Jehan Ango, sa femme et sa fille en prière, miniature du Maître des Heures Ango tirée de son livre d'heures, vers 1514-1515, BNF, NAL392, f.6v.

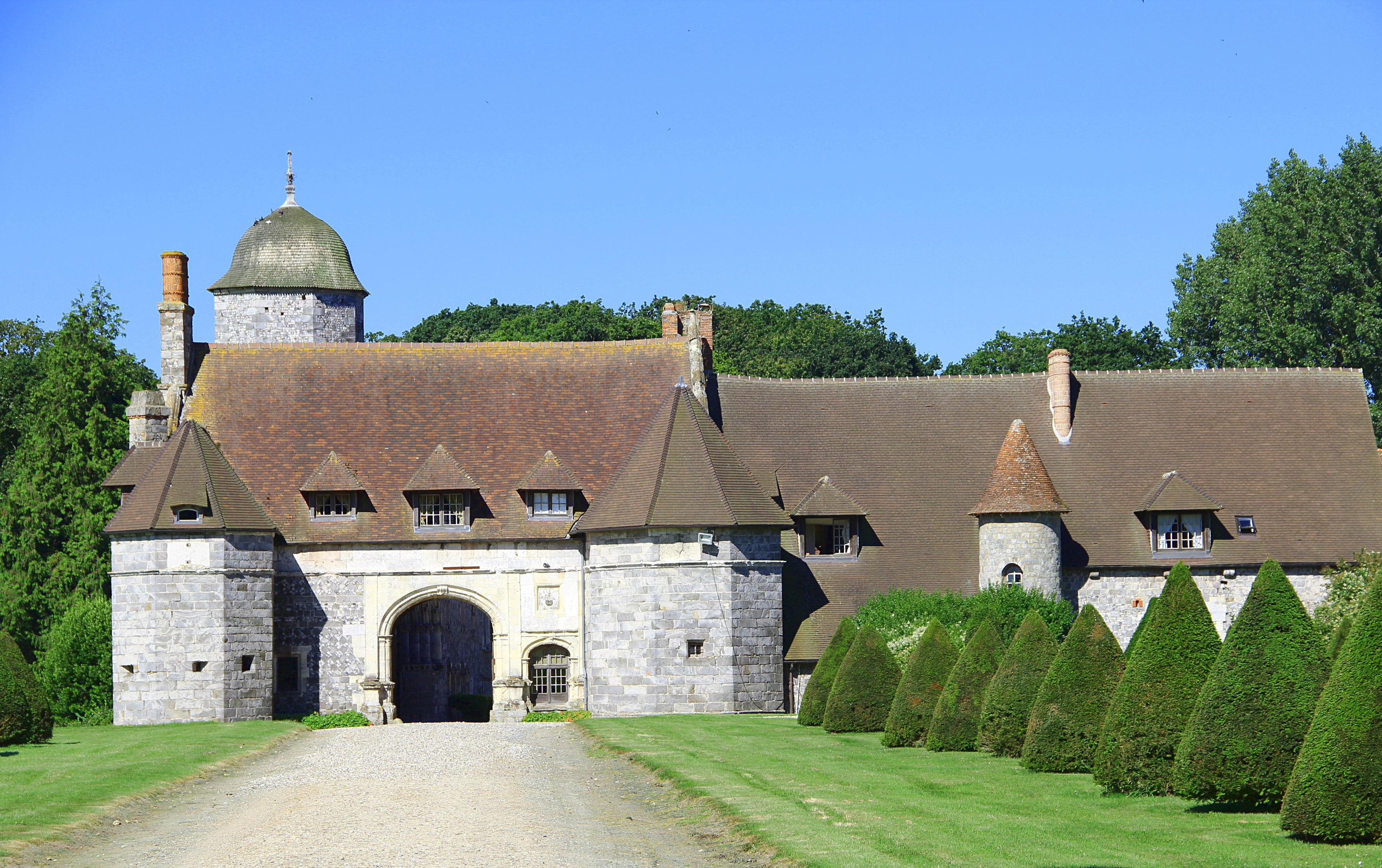
Vue de l'aile occidentale du manoir d'Ango à Varengeville-sur-Mer.

Jehan Ango est né à Dieppe, vers 1480, dans une famille d'origine rouennaise et sera anobli par Charles VI. Il était le fils d'un riche armateur qui finança entre autres les expéditions de Jean Parmentier à Terre-Neuve, au Brésil et même en Chine.
Cet humaniste, accusé plus tard par Calvin de faire partie de la secte des Libertins Illuministes, pratiquait tout à la fois le commerce régulier et, avec l’appui de Marguerite de Navarre, la sœur du roi François Ier dont il fut l’ami, la course contre les Espagnols et la piraterie contre les Portugais. En effet, ces derniers appliquaient avec férocité la bulle papale Inter Coetera interdisant à tout navire non espagnol ou non portugais de naviguer à plus de cent lieues des Açores.
En 1522, il acquiert sa prodigieuse fortune lorsque l'un de ses capitaines, Jean (Jehan) Fleury, s'empare du somptueux trésor de Guatimozin, dernier empereur aztèque, que Cortés ramenait du Mexique, entassé dans trois caravelles arraisonnées près des Açores en 1521. Ce trésor, destiné à Charles Quint et à sa cour, prit le chemin de la Normandie. Il comprenait une émeraude en forme de pyramide dont la base avait la grandeur d'une paume, de la vaisselle d'or et d'argent, des bracelets, des colliers, des boucles d'oreilles, des bagues, des bijoux de toutes formes pour les hommes et les femmes, des idoles enchâssées de pierres fines, des masques en métaux précieux, des vêtements sacerdotaux, des mitres, des ornements d'autels où l'or abondait, une couleuvrine en argent massif, des fourrures magnifiques, des vêtements de plumes si finement ouvragés qu'ils paraissaient en soie, des milliers de larges plaques d'or, des objets divers d'une valeur artistique ou historique inestimable.
Il comprenait également le rapport de Cortés sur sa conquête, et surtout les cartes des pilotes espagnols, ce qui permit de futures expéditions dans la mer des Antilles.
Il lança plusieurs expéditions :
- l’exploration par Giovanni da Verrazzano en 1524 de la zone comprise entre la Floride et Terre Neuve, afin d'y découvrir un accès par le nord du continent américain donnant sur l'océan Pacifique. Ce voyage permit d'identifier la baie du fleuve Hudson (nommée « Angoulesme ») et l'implantation de la future New York (Verrazzano fut tué aux Antilles lors d'une expédition en 1528) ;
- la découverte de Terre-Neuve par Aubert ;
- le voyage à Sumatra, en 1529, des frères Jean et Raoul Parmentier.

Il tenta également d'autres expéditions, à l’instigation de l’amiral de l'époque, Philippe Chabot, qui souhaitait encourager la colonisation de l’Amérique et qui avait déjà envoyé une expédition française au Brésil.
François Ier le nomme gouverneur de Dieppe qui devient à cette époque, avec 40 000 habitants, le port le plus important du royaume.
La légende dit que, en 1531, il fit bloquer le port de Lisbonne en représailles des pertes qu'occasionnèrent les Portugais à sa flotte, mais aucun document d'époque, ni français, ni portugais n'atteste de cet évènement (il faut attendre la fin du XVIIe siècle pour voir les gravures qui vont parfois jusqu'à représenter la prise de Lisbonne).
De 1530 à 1544, il fit construire par des artistes italiens sa résidence d’été sur le domaine de Varengeville-sur-Mer : le manoir d'Ango, que Honoré de Balzac cite à plusieurs reprises dans Sur Catherine de Médicis comme un chef-d'œuvre de la Renaissance  (orthographiant Varangeville) : « Cette charmante construction, due à la bourgeoisie du seizième siècle, et qui complète si bien l'histoire de ce temps, où le roi, la noblesse et la bourgeoisie luttaient de grâce, d'élégance et de richesse dans la construction de leurs demeures, témoin Varengeville, le splendide Manoir d'Ango ». Il est pour cette raison surnommé le « Médicis normand ».

## Hommage et postérité
Le pont levant menant au quartier du Pollet à Dieppe porte son nom, ainsi que le lycée Jehan-Ango à Dieppe.